# Fonction cubique

Courbe représentative de la fonction cubique f(x) = (x^{3} + 3x^{2} − 6x − 8)/4, qui a 3 racines réelles (où la courbe croise l'axe horizontal — où y = 0) et deux points critiques.

En mathématiques, une fonction cubique est une fonction de la forme
{\displaystyle f(x)=ax^{3}+bx^{2}+cx+d},
où a est non nul.
L'équation f(x) = 0 est alors une équation cubique.
Les solutions de cette équation polynomiale sont appelées zéros de la fonction polynomiale f.

## Points critiques

Les racines, les points stationnaires, point d'inflexion et la concavité d'un polynôme cubique (ligne noire) et ses dérivées première et seconde (rouge et bleu).

On considère ici une fonction cubique f définie par f(x) = ax3 + bx2 + cx + d dont les coefficients, ainsi que la variable x, sont réels.
Les points critiques de f sont les abscisses des points du graphe où la pente de la tangente est nulle, c'est-à-dire les x en lesquels la dérivée de f s'annule :
{\displaystyle 3ax^{2}+2bx+c=0}.
Les solutions de cette équation sont données, en utilisant la formule quadratique avec discriminant réduit :
{\displaystyle x_{\text{critique}}={\frac {-b\pm {\sqrt {\Delta _{0}}}}{3a}}}.
avec
{\displaystyle \Delta _{0}=b^{2}-3ac}.
Le signe de Δ0 détermine le nombre de points critiques et d'extrema locaux de f :
- si Δ0 > 0 — comme dans le diagramme ci-contre — alors f a un maximum local et un minimum local ;
- si Δ0 = 0, alors le point d'inflexion (cf. ci-dessous) est le seul point critique ;
- si Δ0 < 0, alors f n'a pas de point critique.

Dans les cas où Δ0 ≤ 0, f est strictement monotone donc n'a pas d'extremum local.
La valeur de Δ0 joue également un rôle important dans la détermination de la nature et des valeurs des racines de l'équation cubique.

## Point d'inflexion et symétrie
La courbe d'une fonction cubique générale,
{\displaystyle f(x)=ax^{3}+bx^{2}+cx+d},
a toujours un point d'inflexion, c'est-à-dire un point où la courbe change de concavité.
Puisque la dérivée seconde de f s'exprime par f ′′(x) = 6ax + 2b, l'abscisse de ce point est
{\displaystyle x_{0}:=-{\frac {b}{3a}}},
valeur qui est également importante dans la résolution de l'équation cubique.
L'ordonnée est
{\displaystyle y_{0}:=f(x_{0})=} 2b3/27a2 − bc/3a + d.
La courbe est symétrique par rapport à ce point.

## Applications
Les fonctions cubiques apparaissent dans divers contextes.
Le théorème de Marden indique que les foyers de l'ellipse inscrite de Steiner d'un triangle peuvent être trouvés en utilisant la fonction cubique dont les racines sont les coordonnées dans le plan complexe de trois sommets du triangle. Les racines de la première dérivée de ce cube sont les coordonnées complexes de ces foyers.
Le polynôme caractéristique d'une matrice 3 × 3 est de degré 3.